# Ајватовци
Ајватовци (мкд. Ајватовци) су насеље у Северној Македонији, у северном делу државе. Ајватовци припадају општини Илинден, која окупља источна предграђа Града Скопља.

## Географија
Ајватовци су смештени у северном делу Северне Македоније. Од најближег већег града, Скопља, насеље је удаљено 16 km источно. Ауто-пут Скопље - Куманово пролази километар јужно од насеља.
Насеље Ајватовци је у оквиру историјске области Скопско поље, у његовом североисточном делу. Пар километара јужније протиче Вардар. Источно од насеља издиже се брежуљкаст крај Которци. Надморска висина насеља је приближно 300 метара.
Месна клима је измењена континентална са мањим утицајем Егејског мора (жарка лета).

## Становништво
Ајватовци су према последњем попису из 2002. године имали 232 становника.
Претежно становништво у насељу су етнички Македонци (99%). 
Већинска вероисповест је православље.